# Alexei Michailowitsch Junejew
Alexei Michailowitsch Junejew (russisch Алексей Михайлович Юнеев; beim Weltschachverband FIDE Alexey Yuneev; * 13. September 1957 in Leningrad) ist ein russischer Schachmeister und -trainer.

## Werdegang
Junejew durchlief die Schachschule des Leningrader Pionierpalastes, in der er von Wladimir Sak trainiert wurde. Auf dem ersten Turnier der Pionierpaläste 1972 in Moskau besiegte er beim Simultanspiel Wassili Smyslow und David Bronstein, außerdem erhielt er den Sonderpreis für die schönste Partie.
1979 absolvierte er sein Diplom im Studiengang Chemie in englischer Sprache am Leningrader Staatlichen Pädagogischen Herzen-Institut. 1980 erhielt er den Titel eines nationalen Meisters.
Mit Plastpolymer gewann er 1985 die sowjetische VCSPS-Mannschaftsmeisterschaft. Bei der Leningrader Stadtmeisterschaft 1989 teilte Junejew den 1.–4. Platz. In einem Extra-Turnier bezwang er seine Gegner, zu denen auch Konstantin Sakajew gehörte, und holte den Sieg. 1993 wurde er Internationaler Meister.
Früher als Schullehrer, Ingenieur und Übersetzer tätig, trat er 1985 eine Trainerstelle am Leningrader Pionierpalast an. 1992 wurde ihm das Abzeichen Bester der Volksbildung verliehen. Als Trainer oder Sekundant betreute Junejew unter anderem Leonid Judassin, Nikita Witjugow und Maxim Matlakow.
Junejew wird bei der FIDE als inaktiv geführt, da er seit dem Rilton Cup 2009/2010 keine gewertete Partie mehr gespielt hat.